# Pál Hermann

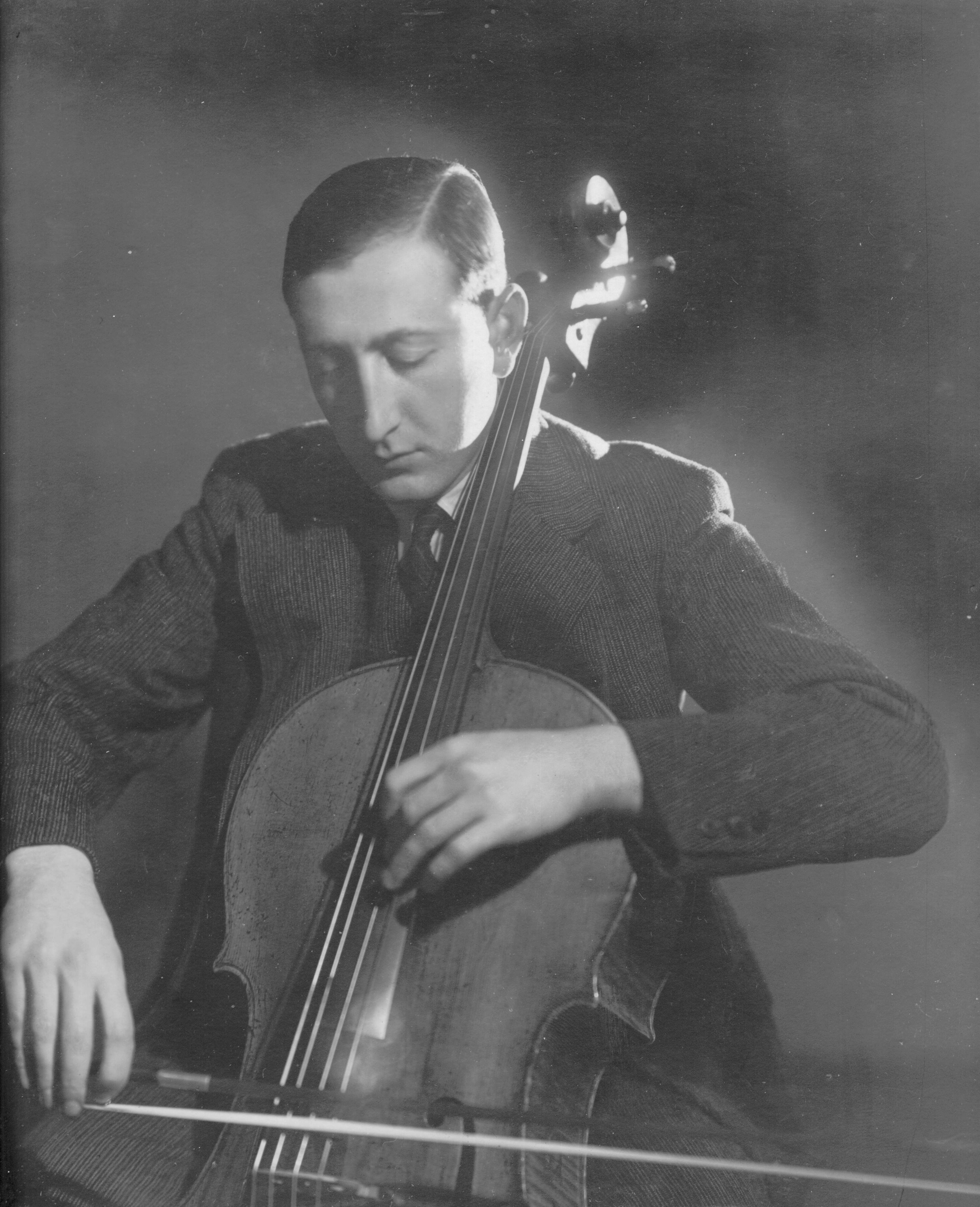
Pál Hermann

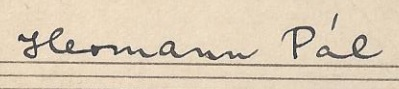
Pál Hermanns Unterschrift

Pál Hermann, auch Paul Hermann oder Pal Hermann, (* 27. März 1902 in Budapest, Österreich-Ungarn; † nach 1944) war ein ungarischer Cellist und Komponist.

## Leben
Pál Hermann wurde am 27. März 1902 in Budapest in einer jüdischen Familie geboren. Aus seiner frühen Kindheit ist nicht viel mehr als eine kleine Anekdote überliefert. Er bereitete sich nur auf seine Klavierstunden vor, wenn er für jede Etüde, die er einstudiert hatte, einen Fillér erhielt. Er studierte an der Franz-Liszt-Musikakademie von 1915 bis 1919 und unterhielt enge musikalische und persönliche Beziehungen zu seinen Kompositionslehrern Béla Bartók und Zoltán Kodály, dem Violinisten Zoltán Székely, und den Pianisten Géza Frid und Lili Kraus.
An der Franz-Liszt-Musikakademie studierte er unter Adolf Schiffer Cello und zuerst unter Leó Weiner, der auch sein Lehrer für Kammermusik war, Komposition. Schon während seiner Studienzeit spielte Hermann häufig innerhalb und außerhalb der Liszt-Akademie. Im Alter von 16 Jahren begann er seine internationale Cello-Karriere als Solist. Während der ersten Jahre seiner Karriere besuchte Hermann häufig London, um Rezitale und Konzerte aufzuführen. Er wohnte im Hause der Familie Graaff-Bachiene, die zu den Förderern der Künste gehörte.
Im Rahmen eines Aufenthaltes in Holland um 1929 empfahl Jaap de Graaf seiner Nichte Ada Weevers, die in Amersfoort lebte, sich eine Aufführung Hermanns in Amsterdam anzuschauen. Als sie sich trafen, verliebten sie sich trotz ihrer unterschiedlichen kulturellen, nationalen und religiösen Zugehörigkeiten ineinander. 1930 zog das Paar nach Berlin. 1932 bekamen sie eine Tochter, Corrie Hermann. Von 1929 bis 1934 unterrichtete Hermann Cello und Komposition an der Städtischen Volks- und Jugendmusikschule Süd in Neukölln. Im November 1933 ertrank Ada bei einem Unfall in der Nordsee. Als das politische Klima in Berlin für Juden immer bedrohlicher wurde, entschied er sich, seine Tochter bei ihren Großeltern in den Niederlanden unterzubringen. Von 1934 bis 1937 arbeitete Hermann in Brüssel und von 1937 bis 1939 in Paris. Bei Beginn deutscher Kampfhandlungen im Westfeldzug 1940 meldete er sich für das „23e régiment de marche des volontaires étrangers“. Nach der deutschen Besetzung Nordfrankreichs wich er nach Vichy-Frankreich aus in die Nähe von Toulouse, wo er in einem Bauernhaus, das dem französischen Zweig der Familie Weevers gehörte, versteckt wurde. Dort komponierte er drei Melodien für Gesang und Klavier (Ophelie, La Ceinture, Dormeuse) und die Sonate für Violine und Cello. Die Ophelie-Komposition basiert auf Hamlets Ophelia, die in einem Fluss ertrinkt.

### Letzte Jahre
Da es ihm schwer fiel, mit der Einsamkeit seines versteckten Lebens auf dem Bauernhof zurechtzukommen, ging er von Zeit zu Zeit nach Toulouse, um zu unterrichten und soziale Kontakte zu pflegen, wobei er das Risiko in Kauf nehmen musste, von der Polizei des Vichy-Regimes entdeckt zu werden. Während eines solchen Aufenthaltes wurde er im Rahmen einer Straßenrazzia festgenommen und im Frühjahr 1944 in das KZ Drancy geschickt. Am 15. Mai 1944 wurde er mit dem 73. Konvoi aus Drancy in das vom Deutschen Reich okkupierte Baltikum deportiert. Seitdem gibt es von Hermann keine Spur mehr.

## Kompositionen
Hermann führte oft Rezitale auf oder er spielte Kammermusik mit dem ungarischen Quartett, mit dem Violinisten Zoltán Székely und anderen. Von seinen Konzerten und Aufnahmen sind nur die Programme überliefert. Der Prinz-Bernhard-Kulturfonds hat den Paul-Hermann-Fonds zu dessen Erinnerung gegründet. Er gewährt vielversprechenden jungen Cellisten der Franz-Liszt-Akademie Stipendien.
Hermann hinterließ eine kleine Anzahl an Kompositionen, die  in Europa alle öffentlich zugänglich sind.
- Grand Duo, pour violon et violoncelle (1929–30)
- Duo pour violon et violoncelle (1920, dédié a Zoltán Székely)
- Trio à cordes (1921)
- Toccata, pour piano (1936)
- Quatre Épigrammes, pour piano (1934)
- Trois mélodies sur des textes d’Arthur Rimbaud et de Paul Valéry, extrait de Charmes (1934–39)
  - OphéliePaul van Gastel, tenor, Paolo Orlandi, piano
  - La Ceinture
  - La Dormeuse